# أشلاند
أشلاند (بالإنجليزية: Ashland, Kansas)‏ هي مدينة تقع في مقاطعة كلارك، كانزاس بولاية كانساس في الولايات المتحدة. تبلغ مساحة هذه المدينة 4.35 (كم²)، وترتفع عن سطح البحر 602 م، بلغ عدد سكانها 867 نسمة في عام 2010 حسب إحصاء مكتب تعداد الولايات المتحدة وتصل الكثافة السكانية فيها 199.3 نسمة/كم2.

## التركيبة السكانية
قام مكتب تعداد الولايات المتحدة بتحديد بيانات التركيبة السكانية لأشلاندفي تعداد الولايات المتحدة. في ما يلي، التركيبة السكانية حسب تعدادي 2000 و2010.

### تعداد عام 2000
بلغ عدد سكان أشبي 472 نسمة بحسب تعداد عام 2000، وبلغ عدد الأسر 185 أسرة وعدد العائلات 113 عائلة مقيمة في المدينة. في حين سجلت الكثافة السكانية 883.9 نسمة لكل ميل مربع (341.3/كم2). وبلغ عدد الوحدات السكنية 202 وحدة بمتوسط كثافة قدره 378.3 نسمة لكل ميل مربع (146.1/كم2).
وتوزع التركيب العرقي للمدينة بنسبة 97.67% من البيض و 0.21% من الأمريكيين الأصليين و 0.21% من الأمريكيين الأفارقة و 1.91% من عرقين مختلطين أو أكثر.
بلغ عدد الأسر 185 أسرة كانت نسبة 23.8% منها لديها أطفال تحت سن الثامنة عشر تعيش معهم، وبلغت نسبة الأزواج القاطنين مع بعضهم البعض 51.9% من أصل المجموع الكلي للأسر، ونسبة 7.0% من الأسر كان لديها معيلات من الإناث دون وجود شريك، وكانت نسبة 38.9% من غير العائلات. تألفت نسبة 36.2% من أصل جميع الأسر من أفراد ونسبة 27.0% كانوا يعيش معهم شخص وحيد يبلغ من العمر 65 عاماً فما فوق. وبلغ متوسط حجم الأسرة المعيشية 2.89، أما متوسط حجم العائلات فبلغ 2.25.
بلغ العمر الوسطي للسكان 47 عاماً. وكانت نسبة 18.6% من القاطنين تحت سن الثامنة عشر، وكانت نسبة 8.9% بين الثامنة عشر والأربعة وعشرون عاماً، ونسبة 19.3% كانت واقعةً في الفئة العمرية ما بين الخامسة والعشرون حتى والأربعة وأربعون عاماً، ونسبة 20.6% كانت ما بين الخامسة والأربعون حتى الرابعة والستون، ونسبة 32.6% كانت ضمن فئة الخامسة والستون عاماً فما فوق. يوجد لكل 100 أنثى 75.5 ذكر، ويوجد لكل 100 أنثى في الثامنة عشر من عمرها فما فوق 73.8 ذكر.
بلغ متوسط دخل الأسرة في المدينة 28,333 دولار، أما متوسط دخل العائلة فبلغ 39,375 دولار. وكان متوسط دخل الذكور 31,250 دولار مقابل 20,104 دولار للإناث. وسجل دخل الفرد الخاص بالمدينة 15,296 دولار. وكانت نسبة 8.7% من العائلات ونسبة 11.1% من السكان تحت خط الفقر، وكان من هؤلاء نسبة 13.1% تحت سن الثامنة عشر ونسبة 17.8% في الخامسة والستين من العمر وما فوق.

### تعداد عام 2010
بلغ عدد سكان أشلاند 867 نسمة بحسب تعداد عام 2010، وبلغ عدد الأسر 381 أسرة وعدد العائلات 239 عائلة مقيمة في المدينة. في حين سجلت الكثافة السكانية 516.1 نسمة لكل ميل مربع (199.3/كم2). وبلغ عدد الوحدات السكنية 465 وحدة بمتوسط كثافة قدره 276.8 لكل ميل مربع (106.9/كم2).
وتوزع التركيب العرقي للمدينة بنسبة 92.7% من البيض و 0.9% من الأمريكيين الأصليين و 0.5% من الأمريكيين ذوي الأصول الآسيوية و 0.1% من سكان جزر المحيط الهادئ و 3.5% من عرقين مختلطين أو أكثر.
بلغ عدد الأسر 381 أسرة كانت نسبة 27.6% منها لديها أطفال تحت سن الثامنة عشر تعيش معهم، وبلغت نسبة الأزواج القاطنين مع بعضهم البعض 49.6% من أصل المجموع الكلي للأسر، ونسبة 9.2% من الأسر كان لديها معيلات من الإناث دون وجود شريك، بينما كانت نسبة 3.9% من الأسر لديها معيلون من الذكور دون وجود شريكة وكانت نسبة 37.3% من غير العائلات. تألفت نسبة 33.9% من أصل جميع الأسر من أفراد ونسبة 17.3% كانوا يعيش معهم شخص وحيد يبلغ من العمر 65 عاماً فما فوق. وبلغ متوسط حجم الأسرة المعيشية 2.81، أما متوسط حجم العائلات فبلغ 2.22.
بلغ العمر الوسطي للسكان 44.8 عاماً. وكانت نسبة 23.9% من القاطنين تحت سن الثامنة عشر، وكانت نسبة 5.4% بين الثامنة عشر والأربعة وعشرون عاماً، ونسبة 21.2% كانت واقعةً في الفئة العمرية ما بين الخامسة والعشرون حتى والأربعة وأربعون عاماً، ونسبة 28% كانت ما بين الخامسة والأربعون حتى الرابعة والستون، ونسبة 21.7% كانت ضمن فئة الخامسة والستون عاماً فما فوق. وتوزع التركيب الجنسي للسكان بنسبة 48.6% ذكور و51.4% إناث.

## وصلات خارجية
- www.AshlandKS.com
- The US50 - Cities and Towns in Kansas State